# Монтичелли, Франческо Саверио
Франческо Саверио Монтичелли (1863—1927) — итальянский зоолог. Работал в Зоологическом музее Неаполя, с 1900 года — куратором. Автор нескольких до настоящего времени признаваемых таксонов, в частности, семейств паразитов Diplectanidae Monticelli, 1903 и Plectanocotylidae Monticelli, 1903.
Открыл (возможно, ошибочно, так как больше никто ее не обнаруживал) близкую к трихоплаксу форму в морском аквариуме Неаполитанской биологической станции и назвал её Treptoplax reptans.

## Работы
- Monticelli, F.S. (1888) Saggio di una morfologia dei Trematodi. Google Books
- Monticelli, F.S. (1892) Cotylogaster Michaelis n g n sp. e revisione degli Aspidobothridae. Hathi Trust Digital Library
- Monticelli, F.S. (1893) Studii sui Trematodi endoparassiti: Primo contributo di osservazioni sui distomidi. PDF in BHL
- Monticelli, F.S. (1903) Per una nuova classificazione degli «Heterocotylea». Monitore Zoologico Italiano, 14, 334—336.